# 185639 Rainerkling
185639 Rainerkling este un asteroid din centura principală de asteroizi.

## Descriere
185639 Rainerkling este un asteroid din centura principală de asteroizi. A fost descoperit pe 2 martie 2008 la La Sagra par l'Observatorio Astronómico de Mallorca. Asteroidul prezintă o orbită caracterizată de o semiaxă mare de 2,24 ua, o excentricitate de 0,10 și o înclinație de 2,1° în raport cu ecliptica.